# Marmalade Souls
Marmalade Souls var ett pop-/rockband som bildades hösten 2000 i Östersund, då gruppens två grundare träffades och började skriva musik tillsammans, och var aktiv fram till 2008 då bandet upplöstes. Bandet började upplöstes efter en spelning i Liverpool efter att de släppte sitt debutalbum, då deras sångerska slutade. De bestämde sig att upplösas helt då bandets trummis slutade december 2008. Efter upplösningen har medlemmarna medverkat i andra olika musikprojekt.
Gruppens musik är inspirerad av popmusik från 60-talet, bland annat Beatles, och de har turnerat på flera ställen i Östersund samt på Cavern Club i Liverpool.
Hösten 2006 släpptes dokumentären På Helig Mark som handlar om gruppen då de fick spela på Cavern Club. Den regisserades av Henrik Perälä. Debutalbumet heter In Stereo som släpptes den 4 september 2007 i Nordamerika.

## Diskografi
- 2007 – In Stereo

## Medlemmar
- Michael Klemmé - sång, gitarr och bas
- Johanna Klemmé - sång och munspel
- Paddy Lawless - trummor
- Magnus Wikström - sång, gitarr och piano
- Tomas Södergren - bas, gitarr och sång[1]